# 508 Princetonia
Az 508 Princetonia egy a Naprendszer kisbolygói közül, amit Raymond Smith Dugan fedezett fel 1903. április 20-án.